# Gordon Christian
Gordon Christian (Warroad, Minnesota, 1927. november 21. – Grand Forks, Észak-Dakota, 2017. június 2.) olimpiai ezüstérmes amerikai jégkorongozó.

## Pályafutása
1947 és 1950 között az Észak-Dakotai Egyetem csapatában játszott. Az 1956-os Cortina d’Ampezzo-i olimpián ezüstérmes lett az amerikai válogatottal.
Testvérei Bill Christian és Roger Christian az 1960-as Squaw Valley-i olimpián, unokaöccse Dave Christian az 1980-as Lake Placid-i olimpián aranyérmes lett.

## Sikerei, díjai
- Olimpiai játékok
  - ezüstérmes: 1956, Cortina d’Ampezzo